# Maquis des Bouzèdes
Pendant la Seconde Guerre mondiale, le maquis des Bouzèdes est une base de la Résistance française installée dans le hameau isolé des Bouzèdes, sur les hauteurs des Cévennes lozériennes, dans un relief montagneux propice à la clandestinité.

## Contexte historique
Le maquis des Bouzèdes s’inscrit dans la Résistance intérieure française durant l’occupation allemande et le régime de Vichy (1940–1944). La région des Cévennes, entre le mont Lozère (Lozère) et le nord du Gard, offrait un refuge naturel aux maquisards : relief difficile, forêts, villages isolés. À partir de 1943, de nombreux réfractaires au STO et résistants s’y cachent. Plusieurs groupes se forment, notamment les FTPF liés au PCF.

## Formation et implantation
Le 27 juillet 1943, sur l’initiative de Roger Torreilles (alias « capitaine Marcel »), un groupe FTP s’établit à Figuerolles, au Collet-de-Dèze. Le commandement est confié à René Bibault (alias « capitaine Jean »). Après plusieurs déplacements, ils s’installent en janvier 1944 dans une ferme isolée du hameau des Bouzèdes, sur les hauteurs de Vialas.
Le site est choisi pour son isolement et sa vue stratégique sur la vallée de Génolhac. Des civils (instituteur René Evrard, boulanger René Durand dit « Paillasse ») soutiennent le groupe. Celui-ci grossit jusqu’à accueillir une centaine d’hommes en juin 1944.

## Organisation et affiliations
Le maquis relève des FTPF. Il coopère avec les maquis de Saint-Frézal-de-Ventalon et des guérilleros de la FTP-MOI. En février 1944, une vingtaine de résistants libérés lors de l’assaut de la Prison de Nîmes rejoignent le camp.
Bibault prend contact avec un agent britannique du SOE en mai 1944, provoquant une rupture avec la hiérarchie FTP. Il est temporairement écarté.

## Actions
Le maquis mène des actions de sabotage : voies ferrées (Prévenchères), mines (Collet-de-Dèze), usines de charbon de bois (Génolhac), gendarmerie de La Vernarède, entrepôts à Alès. Il participe indirectement à l’Évasion de la prison de Nîmes (4–5 février 1944).

## Combat de La Rivière
Les 5–6 juin 1944, une embuscade contre les Allemands à La Rivière dégénère en affrontement : 20 soldats allemands sont tués, Stanislas Malinowski (alias « Jouhaux ») est capturé et exécuté. Le lendemain, les SS incendient le hameau. Robert Brun et Georges Leyton sont aussi exécutés à Génolhac.

## Dissolution
À l’été 1944, le maquis rejoint les FFI. Bibault devient officier dans un bataillon en Ardèche. La région est libérée fin août. Le maquis est dissous à l’automne 1944.

## Mémoire
Une stèle à Saint-Michel-de-Dèze rend hommage à Malinowski. À Génolhac, un monument honore les résistants locaux. Un sentier de randonnée relie Génolhac aux Bouzèdes.
Des travaux comme le Musée de la Résistance en ligne ou les publications d’Aimé Vielzeuf entretiennent cette mémoire.